# Noé Elías Pamarot
Noé Elías Pamarot (Fontenay-sous-Bois, França, 14 d'abril del 1979) és un futbolista professional francès que juga a la posició de defensa i que fins al 2014 va formar part de la plantilla de l'Hèrcules Club de Futbol de la Segona divisió de la lliga espanyola de futbol.

## Trajectòria futbolística
Pamarot va destacar en la lliga francesa amb el Niça. Després d'això va jugar a la Premier League amb el Tottenham i Portsmouth FC, en aquest últim equip va ser on va gaudir de major continuïtat. El 2009 va fitxar per l'Hèrcules CF per dues temporades, on en la primera d'elles va ser el defensa central menys utilitzat de l'equip amb 7 partits. Es queda en atur, i sense equip després de tenir problemes per rescindir el seu contracte amb el seu anterior club el Granada CF, i l'Hèrcules CF li dona l'oportunitat d'entrenar-se amb el grup.
Al mercat hivernal, el dia 8 de gener de 2013, l'Hèrcules CF amb escassos recursos econòmics, aconsegueix fer-se amb els seus serveis fins a final de temporada, sent un jugador referent al costat de David Corts per aconseguir la permanència matemàtica en 2 divisió. Es va retirar en 2014.